# Monastère du Coyroux
Le monastère du Coyroux est un ancien établissement de cisterciennes (ou bernardines) fondé en 1142. Il formait avec le monastère masculin d'Aubazine une abbaye double. Les deux communautés étaient sous l'autorité de l'abbé d'Aubazine, et les hommes devaient pourvoir à la subsistance des femmes, tenues dans une clôture absolue. Le monastère du Coyroux est situé dans un vallon, à 600 mètres du monastère d'hommes, en contrebas du bourg d'Aubazines, en Corrèze. Fermé à la Révolution, exploité comme carrière, il est aujourd'hui en ruine.

## Historique

### Fondation du monastère d'hommes
Vers 1125, le prêtre Étienne de Vielzot et un compagnon viennent vivre en ermites près de la forêt de Charlus, dans un lieu qu'ils nomment Obasine (ou Obazine, aujourd'hui Aubazine). Ils attirent bientôt des disciples. En 1127, Eustorge, évêque de Limoges, accorde à la communauté l'autorisation de fonder un monastère.
Non loin de là, une communauté de femmes s'est formée autour de Gauberte, la mère d'Étienne. Tandis que les hommes s'occupent des travaux des champs, elles préparent les repas, confectionnent les vêtements. Libres de leurs mouvements, les femmes vivent dans des logis séparés, à quelque distance du monastère où sont les hommes. Elles ne les voient que pour participer à la vie religieuse.

### Fondation du monastère de femmes
Mais Étienne estime que « des femmes ne peuvent vivre longtemps en toute honnêteté parmi les hommes ». Aussi en vient-il à envisager le principe du monastère double : deux communautés vivant bien séparées, sous l'autorité d'un même abbé. Les hommes vont demeurer à Obazine, sur les hauteurs, tandis que les femmes vont être cloîtrées à 600 mètres de là, au fond du vallon où court le ruisseau Coyroux. Les travaux du monastère de femmes commencent en 1140.
Le 12 avril 1142, dimanche des Rameaux, l'évêque Gérald du Cher, neveu d'Eustorge, érige Obazine en abbaye. Étienne en devient l'abbé. Le même jour, les femmes sont installées au Coyroux, et cloîtrées. Étienne a autorité sur les deux communautés. Une prieure, qui lui est subordonnée, dirige le monastère des femmes.

### Organisation de la clôture
Dans leur église, l'espace des moniales est la nef, séparée du chœur par une muraille intérieure où est pratiquée une ouverture que ferme un treillage de fer. Un rideau masque cette ouverture. Il n'est ouvert qu'au moment des offices, de la confession ou de l'extrême-onction.  Le treillage de fer comporte un étroit guichet qui permet la communion. L'espace de l'aumônier et de son clerc est le chœur. La muraille nord de l'église constituant la clôture nord du monastère, les deux hommes entrent directement dans le chœur par une porte percée dans cette muraille. Le chœur n'a pas d'autre porte.
La principale originalité de ce type de monastère double est d'ordre économique. Ne possédant ni terres ni dépendances, tenues dans une clôture absolue, les femmes du Coyroux n'ont pas de ressources. Leur monastère ne verse donc pas de subsides à l'abbaye, comme le ferait un prieuré dépendant classique. Au contraire, ce sont les moines qui sont tenus de pourvoir à la subsistance des moniales : pain, vin, herbes potagères, bois, légumes, herbes médicinales… Le ravitaillement est assuré grâce à un sas. Le frère procureur dispose de la clef de la porte extérieure. La sœur portière dispose de la clef de la porte intérieure. Le frère entrepose les provisions dans le petit couloir qui sépare les deux portes, puis sort, et frappe un coup de bâton sur la porte extérieure pour signaler qu'il l'a bien refermée.

### Monastère cistercien
En 1147, l'abbaye d'Obazine-Coyroux est affiliée à l'ordre de Citeaux. À la fin du XIIe siècle, les moniales du Coyroux sont au nombre de 150,. En 1270, elles sont une centaine.
Au XIVe siècle, le monastère d'hommes éprouve des difficultés à recruter des frères convers, ceux qui sont astreints aux travaux manuels. Il doit arrenter ses domaines à de petits tenanciers. Produisant moins par lui-même, il peine à subvenir aux besoins des moniales. En 1355, grâce à l'appui des papes limousins Clément VI (apparenté à deux religieuses du Coyroux) et Innocent VI, la prieure et les moniales obtiennent de l'abbaye clunisienne de Figeac la cession des revenus de l'église de Cornac, en Quercy. Le monastère d'Obazine est écarté de la transaction. Pour la première fois, Coyroux dispose de revenus propres et d'une personnalité juridique. Et le monastère des hommes n'en est pas pour autant délié de ses obligations envers les moniales. À la fin du siècle, Clément VII détache le prieuré d'Albignac et toutes ses dépendances de l'abbaye Saint-Michel-de-la-Cluse, et les unit à perpétuité au monastère du Coyroux.
En 1622, se produit un grave événement : la nouvelle prieure Jeanne de Badefol quitte Coyroux pour Tulle, avec une partie de la communauté. Elle y fonde le monastère Saint-Bernard. Au XVIIe siècle, Coyroux compte encore une quarantaine de moniales. Vers 1720, elles ne sont plus que 19 religieuses, trois valets et quatre servantes. En 1741, elles sont huit religieuses et une sœur converse.

### Fermeture et destruction
À la Révolution, en 1790, il reste deux moines à Obazine et douze moniales au Coyroux au moment où les deux monastères vont être fermés. Celui du Coyroux est vendu à un carrier. 
Au XXe siècle, il est en ruine. Ne subsistent en élévation que les murs de l'église. En 1976, des fouilles sont entreprises par le Centre de recherches historiques et archéologiques médiévales de l'université de Limoges, sous la conduite de Bernadette Barrière.

## Prieures
On ne connaît que quelques prieures du Coyroux…
- Vers 1154. Guillemine d'Escoraille.
- 1412. Catherine de Beaufort.
- 1490. Françoise de La Faucherie.
- 1500. Jeanne de Cosnac.
- 1515. Marguerite de Cosnac.
- 1530. Jeanne de Saint-Michel.
- 1568. Jeanne de Neufville.
- 1570. Marguerite de Cosnac.
- 1597-1601. Jeanne de Peyraux[18].
- 1622. Jeanne de Badefol[17].
- 1645. Anne de Badefol.
- Anne de Saint-Chamans, morte le 16 février 1683.
- Charlotte d'Aubusson, morte le 24 avril 1705.
- Marie-Anne de Bertin de Saint-Géran, ancienne abbesse de La Joye, à Hennebont, qui s'est démise de cette charge en 1766[18].
- 1783. Léonarde-Colombe de Ferrières de Sauvebœuf, citée comme supérieure.

## Architecture
Le lieu de vie des moniales souffre de la comparaison avec celui des hommes, tant par sa situation que par sa construction. Le monastère d'hommes est bâti dans un site « aéré et dominant ». Le monastère de femmes se cache dans un fond de vallon sauvage, encaissé, où il est souvent assailli par les crues violentes du Coyroux. La construction du monastère d'hommes bénéficie d'un grès de qualité, venu de plusieurs kilomètres, se prêtant à une taille parfaite, solidement jointoyé au mortier de chaux. Le monastère de femmes se contente d'un matériau du site même : « un gneiss résistant, mais qui ne permet qu'un appareil irrégulier et grossier », jointoyé (à l'exception de l'église et de l'escalier de la fin du XVe siècle) à la terre, selon la technique locale. « Cette médiocrité de construction, dit Jean-Michel Desbordes, étonne beaucoup dans un contexte cistercien. » Enfin, la surface habitable d'un demi-hectare paraît bien exiguë pour 150 moniales.
Le cours du ruisseau a été déplacé pour permettre l'implantation du monastère. Celui-ci est en effet bâti en terrasse sur l'emplacement du lit naturel du Coyroux. Cette terrasse, retenue par des murs de soutènement, domine de quatre mètres le ruisseau.
Les fouilles ont permis de distinguer les étapes de construction et d'aménagement…
- Le monastère primitif offre un plan classique. Le cloître est carré. Il n'est pas voûté de pierres, mais recouvert d'une charpente. Au centre, se trouve un bassin. Une grosse canalisation d'évacuation conduit en aval du Coyroux, car durant les crues le ruisseau prétend retrouver son lit naturel. Le cloître est bordé au nord par l'église, à l'est par un bâtiment démoli depuis et jamais reconstruit, au sud par un petit et un grand bâtiments (sans doute le chauffoir et le réfectoire)[10].
- Au XIIIe siècle, l'église est remaniée[20].
- À la fin du Moyen Âge, l'ensemble de l'habitat est déplacé vers l'ouest, zone plus salubre et moins exposée. La galerie ouest s'appuie maintenant sur un bâtiment à étages de la fin du XVe siècle. On y trouve un bel escalier à vis, en grès bien taillé, qui contraste avec la pauvreté des bâtiments d'habitation. Le bassin central du cloître est remplacé par deux bassins[10].

## Protection
Les vestiges et les sols de l'église et du bâtiment conventuel sont classés monuments historiques par arrêté du 13 octobre 1988.